# Oribatula ruchljadevi
Oribatula ruchljadevi är en kvalsterart som först beskrevs av Bulanova-Zachvatkina 1967.  Oribatula ruchljadevi ingår i släktet Oribatula och familjen Oribatulidae. Inga underarter finns listade i Catalogue of Life.